# Bauria
Bauria és un gènere extint de sinàpsids de la família dels bàurids que visqueren al sud d'Àfrica durant l'Anisià (Triàsic mitjà). Se n'han trobat restes fòssils a les províncies sud-africanes del Cap Oriental i l'Estat Lliure. Es tracta d'un representant altament especialitzat del grup dels terocèfals, que prosperaren des del Permià superior fins al Triàsic inferior.

## Morfologia
Bauria pertany a la superfamília dels baurioïdeus, que inclou terocèfals evolucionats i majoritàriament herbívors. Tenia una constitució lleugera. El crani presenta nombrosos caràcters propis dels mamífers, com ara un paladar secundari que separa els tractes alimentari i respiratori, dents especialitzades en incisives, canines i molars, un os principal a la mandíbula, el dental, amb els altres ossos mandibulars reduïts. La seva dentadura és pròpia d'un animal que s'alimenta de vegetals, amb dents aplanades i molariformes a la part posterior de la mandíbula; el crani i les incisives, en canvi, tenien forma punxeguda, cosa que denota la seva ascendència depredadora. Probablement s'alimentava tant de vegetals com de petits invertebrats.

## Controvèrsia
Algunes reconstruccions el mostren com un animal similar a un gos, amb la cua curta i recobert de pèl. En realitat, no hi ha cap prova que Bauria tingués pèl. Malgrat ser anatòmicament molt similar als primers mamífers, Bauria no n'és un avantpassat, sinó que pertany a una branca lateral de l'arbre evolutiu que conduí als mamífers.